# جونيور موراليس
جونيور موراليس (بالإسبانية: Junior Exequiel Morales Maradiaga)‏ هو لاعب كرة قدم هندوراسي في مركز حراسة المرمى، ولد في 4 مارس 1978 في سان بيدرو سولا في هندوراس. شارك مع منتخب هندوراس لكرة القدم. أما مع النوادي، فقد لعب مع أتلاتيكو خولوما وريال إسبانيا ونادي بلاتنسي ونادي بيدا ونادي جينك ونادي فيكتوريا.

## وصلات خارجية
- جونيور موراليس على موقع قاعدة بيانات كرة القدم.إي يو (الإنجليزية)
- جونيور موراليس على موقع ناشيونال فوتبول تيمز (الإنجليزية)
- جونيور موراليس على موقع Soccerway.com (الإنجليزية)